# Magdalena Pajala
Emma Magdalena Sven-Eriksdotter Pajala (Gällivare, 11 marzo 1988) è un'ex fondista svedese.

## Biografia
In Coppa del Mondo ha esordito il 27 febbraio 2008 a Stoccolma (48ª) e ha esordito ai Giochi olimpici invernali a Vancouver 2010 (10ª nella sprint, 5ª nella staffetta).
Ha ottenuto l'unico podio in Coppa del Mondo il 13 gennaio 2013 a Liberec (3ª) e in seguito ha debuttato ai Campionati mondiali: a Val di Fiemme 2013 è stata 28ª nella sprint. Ai successivi Mondiali di Falun 2015 si è classificata 26ª nella sprint.

## Palmarès

### Coppa del Mondo
- Miglior piazzamento in classifica generale: 35ª nel 2010
- 1 podio (a squadre):
  - 1 terzo posto